# Isla de Bangka
La isla de Bangka (o algunas veces Banka) (en indonesio, Pulau Bangka) es una isla de Indonesia situada al este de Sumatra. Tiene una superficie de 11 910 km² (68.ª del mundo) y en 2003 contaba con una población de 789 809 habitantes.
Hay una pequeña isla adicional llamada Pulau Bangka, en el norte de Célebes.

## Geografía
Bangka es una provincia insular, junto con la isla de Belitung. Bangka se encuentra justo al este de Sumatra, separadas por el estrecho de Bangka; al norte se encuentra el mar de China Meridional; al este, a través del estrecho de Gaspar, está la isla de Belitung; y al sur se encuentra el mar de Java. La mayoría de la isla está formada por llanuras bajas, pantanos, pequeñas colinas, playas, campos de pimienta blanca y explotaciones mineras de estaño.
La ciudad más grande es Pangkal Pinang, la capital de la provincia de Bangka Belitung. La segunda ciudad es Sungailiat y Muntok es el puerto principal, en el oeste. Otras ciudades importantes son Toboali, en la región meridional; Koba, una importante ciudad minera de estaño, también situada en la parte sur de la isla; y Belinyu una ciudad famosa por sus productos del mar. Hay cuatro puertos en Bangka: Muntok, en el lejano oeste; Belinyu en el extremo norte; Sadai en el extremo sur; y Pangkal Balam, el más cercano a Pangkal Pinang.

## Economía
Desde aproximadamente 1710, Bangka ha sido uno de los principales centros productores de estaño del mundo. La producción de estaño es un monopolio del gobierno de Indonesia y la mayor fundición de estaño está en Muntok. La pimienta blanca también se produce en la isla.

## Demografía
La mayoría de los habitantes son malayos y chinos, en su mayoría hakkas. La población se divide entre aquellos que trabajan en las minas de estaño, las plantaciones de palma de aceite, las plantaciones de caucho, los pescadores y aquellos que trabajan en las granjas de pimienta.

## Historia
En el pueblo de Kota Kapur, en la isla de Bangka, se ha encontrado una inscripción en viejo malayo que data de 686, que contiene una imprecación en nombre de la kadatuan («principado», del malayo datu, jefe) de Sriwijaya contra quienes violen sus leyes. La inscripción de Kota Kapur es una de las tres que se encuentran en Indonesia, y da fe de la existencia de un estado poderoso, que va desde el siglo VIII al XIII, que controlaba el tráfico marítimo en el estrecho de Malaca. No hay ningún documento más en la isla durante varios siglos.
Bangka fue cedida a Gran Bretaña por el sultán de Palembang en 1812, pero, en 1814, se intercambió con los neerlandeses por el principado de Cochin en India. La isla, en la Segunda Guerra Mundial, fue ocupada por los japoneses de febrero de 1942 a agosto de 1945. Se convirtió en parte de Indonesia independiente en 1949. La isla, junto con la vecina Belitung, antiguamente formaba parte de la provincia de Sumatra del Sur (Sumatera Selatan), pero en 2000 las dos islas se convirtieron en la nueva provincia de Bangka-Belitung.
Bangka es famosa por otros dos acontecimientos: la masacre de la isla de Banka, en la II Guerra Mundial, cuando los japoneses mataron a enfermeras de Australia y como escenario del libro Lord Jim de Joseph Conrad.[cita requerida]
Bangka tenía en 1930 una población de 205.363 habitantes.
Bangka es también el hogar de un número de indonesios comunistas que han estado bajo arresto domiciliario desde 1960 tras la purga anticomunista y no se les permite abandonar la isla. [cita requerida]